# Stâncești-Ohaba
Stâncești-Ohaba – wieś w Rumunii, w okręgu Hunedoara, w gminie Dobra. W 2011 roku liczyła 24 mieszkańców.